# Smoke + Mirrors
Smoke + Mirrors је други студијски албум америчког поп-рок састава Imagine Dragons, издат 17. фебруара 2015. године. На продукцији албума радили су лично чланови бенда заједно са енглеским хип-хоп продуцентом Александром Грантом, а албум је издат од стране Interscope продукције заједно са Грантовом издавачком кућом Kidinakorner.
Откад је настао, албум је добио делимично помешане критике од стране музичких критичара. Међутим, албум је дебитовао као број један на Billboard 200 у САД-у, као и на UK Albums Chart и Canadian Albums Chart. Закључно са јулом 2017. године у САД-у је продато преко 1,000,000 копија албума.

## Списак песама

### Smoke + Mirrors
1. Shots - 3:52
2. Gold - 3:36
3. Smoke and Mirrors - 4:20
4. I'm So Sorry - 3:50
5. I Bet My Life - 3:14
6. Polaroid - 3:51
7. Friction - 3:21
8. It Comes Back to You - 3:37
9. Dream - 4:18
10. Trouble - 3:12
11. Summer - 3:38
12. Hopeless Opus - 4:01
13. The Fall - 6:05

#### Deluxe edition
1. Thief - 3:47
2. The Unknown - 3:24
3. Second Chances - 3:37
4. Release - 2:28

#### International deluxe edition
1. Warriors ( са League of Legends Светског првенства) - 2:50

#### Super deluxe edition
1. Battle Cry ( из филма Трансформерси: Доба изумирања) - 4:32
2. Monster ( из видео игре Infinity Blade III) - 4:09
3. Who We Are ( из филма Игре глади: Лов на ватру) - 4:10

#### Spotify UK deluxe edition
1. Shots( Broiler Remix) - 3:12

## Извођачи
- Ден Ренолдс - главни вокал, удараљке, клавир, клавијатура, текст, продукција
- Вејн Сермон - гитара, текст, продукција
- Бен Маки - бас гитара, клавијатура, синтисајзер, рог, текст, продукција
- Даниел Плацман - бубњеви, удараљке, виола, текст, продукција